# Май Ти Нгуен-Ким
Май Ти Нгуен-Ким (омъжена за Лайендекер; роден на 7 август 1987 г. в Хепенхайм) е немски научен журналист, телевизионен водещ, химик, автор и продуцент на уеб видео.

## живот
Нгуен-Ким, чиито родители идват от Виетнам, посещава гимназията в Бергштрасен в Хемсбах, Баден-Вюртемберг. След като завършва гимназия, тя учи химия в Университета в Майнц и Масачузетския технологичен институт (MIT) от 2006 до 2012 година. От 2012 г. работи като докторант в RWTH Аахен, Харвардския университет и Института Фраунхофер и докторат в Университета в Потсдам през 2017 г. с дисертация на тема Физически хидрогели на базата на полиуретан (Physikalische Hydrogele auf Polyurethan-Basis). Нгуен-Ким е омъжена за Матиас Лайендекер и има дъщеря, родена през 2020 година.

## Научно образование в YouTube и по телевизията
През 2015 г. Нгуен-Ким стартира YouTube канала he Secret Life of Scientists за да постави под въпрос стереотипите на (естествените) учени и нервите и да предаде научна тематика на млада аудитория. Освен това, през октомври 2016 г. нейният YouTube канал schönschlau влезе в интернет, който е продуциран от Funk, съвместно предложение на германските оператори ARD и ZDF за млади хора и млади хора. Понякога тя също така модерира канала Auf Klo и изучава видеоклипове за предметите химия и математика във формат mussewissen, продуциран за Funk. Вашият канал schönschlau беше преименуван на maiLab през 2018 г. и имаше почти 900 000 абонати в края на април 2020 г. maiLab се произвежда от Südwestrundfunk за Funk.
Нгуен-Ким е модератор в WiD проекта Die Debatte и заедно с Харалд Леш и Филип Хауссер е част от екипа на Terra X Lesch & Co. Тя се редува с Ралф Каспърс (също с Ранга Йогешвар до заминаването му през ноември 2018 г.) от началото на май 2018 г. шоуто от WDR, Quarks.
Книгата ѝ „Komisch, alles chemisch!“, Публикувана през март 2019 г. беше добавен в списъка на бестселърите на Der Spiegel през ноември 2019 г. и българската версия ще бъде публикувана възможно най-скоро.
В началото на април 2020 г. MaiLab постигна повече от 4 милиона гледания в рамките на четири дни с видеоклип за пандемията на коронавирус и беше на моменти номер 1 от тенденциите на YouTube в Германия, това е най-успешното видео в канала на YouTube. През април тя говори по Tagesthemen от коментар на ARD по същата тема. В средата на април тя анализира комуникацията на известни вирусолози в друго видео. Този видеоклип също влезе в тенденциите на YouTube в Германия и достигна почти 2 милиона гледания в рамките на седмица (към 27 април 2020 г.). Оттогава Нгуен-Ким е гост в различни други медийни формати, включително в ток-шоута на немските телевизии. В края на май 2020 г. в разговор с Deutschen Presse-Agentur тя призова за повече източник и медийна грамотност и критикува конспиративни теории за пандемията на короната. Тя също вижда дефицити в естествените науки и научната работа в общото образование. Тя също е активист за подкрепа на „Учени за бъдещето“.

## публикации
- Komisch, alles chemisch! Handys, Kaffee, Emotionen – wie man mit Chemie wirklich alles erklären kann. Droemer Verlag, Мюнхен 2019, ISBN 978-3-426-27767-6.

## Награди
- 2012: Трето място на конференцията за падащи стени в Берлин за презентацията Breaking the Wall of the Human Cell[26][27]
- 2014: Печелене на Science-Slams в Аахен и Бохум[28][29]
- 2014: Лекция на конференцията TEDxBerlin като победител в конкурса Spotlight@TEDxBerlin[30]
- 2015: Победител в Кьолн Bullshit Slam с презентация за изменението на климата[31][32]
- 2016: Първо място в категорията Scitainment с приноса Trust me, I’m a Scientist в уеб видеоконкурса Fast Forward Science 2016 (организиран от Wissenschaft im Dialog и Stifterverband für die Deutsche Wissenschaft)[33][34]
- 2018: Онлайн награда Grimme в категорията Знание и образование, както и наградата на публиката Grimme Online Award[35][36]
- 2018: Награда на Георг фон Холцбринк за научна журналистика[37]
- 2018: Първо място в Fast Forward Science в категория Substanz, първо място в Наградата на Общността и Награда за уебвидео съвършенство[38]
- 2018: Носител на награда за уеб видео Германия[39][40]
- 2018: Журналист на годината 2018 в научната категория, награден от Medium Magazin[41]
- 2019: Награда Ханс Йоахим Фридрихс[42]
- 2019: Номинация за цифровата награда Goldene Kamera в категория Best of Information[43]
- 2020: Носител е на наградата Хайнц Оберхумер за научна комуникация[44][45]

## разни
На 17 април 2020 г. тя беше първият гост на интервюто във формат „5 schnelle Fragen an“ на подкаста Gemischtes Hack.

## Уеб връзки
- maiLab в портрет на funk.net
- Май Ти Нгуен-Ким в YouTube: maiLab, The Secret Life of Scientists и Quarks
- Ким Грейс: Von wegen Nerd Архив на оригинала от 2020-06-16 в Wayback Machine., Lëtzebuerger Journal, 26 септември 2016 г.
- Mai Thi Nguyen-Kim: Chemikerin und YouTuberinr, Terra X, 1 март 2017 г.
- Anant Agarwala: Mai Thi Nguyen-Kim: Bei ihr macht’s klick, Zeit Campus No. 4/2019, 4 юни 2019 г.
- Die neue Rezo geht durch die Decke, NZZ, 16 април 2020 г.
- Интервю с Май Ти Нгуен-Ким: Je länger wir für die Recherche gebraucht haben, desto besser kommt es an , Brand Eins, 18 април 2020 г.